# 파타 모르가나의 저택
《파타 모르가나의 저택》은 노벡터클이 제작한 비주얼 노블 어드벤처 게임이다. 마이크로소프트 윈도우 플랫폼으로 개발돼 일본서 2012년 12월 31일 처음 발매됐다.
한 저택에서 기억을 상실한 영혼과 메이드가 저택의 여러 시간대에 걸친 과거(1603년, 1707년, 1869년 및 1009년)을 돌아보며 거주자들에게 생긴 일을 알아내고 기억을 되찾는 내용을 담았다.
윈도우 플랫폼으로 출시 이후 iOS, 닌텐도 3DS, 플레이스테이션 비타, 플레이스테이션 4 및 닌텐도 스위치로 이식됐다. 일본 외 지역 발매는 망가게이머가 윈도우판을 2016년 출시하면서 처음 이뤄졌다.

## 출시
《파타 모르가나의 저택》은 본래 일본에서 2012년 12월 31일 마이크로소프트 윈도우로 출시됐다. 윈도우판은 일본 내에서 디지털 플랫폼 플레이즘을 통해 2013년 5월 31일에 출시됐다. 2014년 5월 16일, 일본 iOS판이 발매됐다.
2016년 5월 13일, 망가게이머가 게임 사운드트랙 번들이 포함된 마이크로소프트 윈도우 영어판을 판매개시했다. 2016년 7월 27일, 후류가 비주얼 노블 제품군 'Catalyst' 하에 배급한 닌텐도 3DS판이 일본에서 출시했다.
2017년 3월 16일, 드라매틱 크리에이트가 배급한 플레이스테이션 비타판이 일본에서 출시됐다. 비타판은 새로운 원화 및 시나리오가 수록됐다.

## 반응
《파타 모르가나의 저택》은 2021년 출시된 닌텐도 스위치판이 리뷰 애그리게이터 웹사이트 메타크리틱에서 10개의 평가를 기반해 96/100점을 기록해 "전폭적인 호평"을 받았다.

## 참조

### 주해
1. ↑  일본어: ファタモルガーナの館, 영어: The House in Fata Morgana